# Trädgårdsgatan, Jönköping
Trädgårdsgatan är en gata på Väster i Jönköping. 
De två långgatorna Trädgårdsgatan och Kyrkogatan lades ut efter en stadsbrand 1836 i den nya stadsdelen Förstaden, som då byggdes upp väster om Hamnkanalen och de raserade befästningsverken på Jönköpings slott. Gatorna låg på ömse sidor om huvudstråket Barnarpsgatan och kompletterade denna som nord–sydliga stråk. På Gustaf Ljunggrens karta från 1854–1855 anges bebyggelse på den östra sidan av gatan i fem kvarter, ner till nuvarande Oxtorgsgatan.
Gatan är namngiven efter näringsbebyggelsen Trädgård (Stora Trädgård och Lilla Trädgård), som låg i hörnet Storgatan (Västra Storgatan)/Trädgårdsgatan i nuvarande kvarteren Harven, med en stor trädgårdstomt som sträckte sig till nuvarande Nygatan. Den tomten styckades vid en stadsplaneutvidgning 1864, och Skolgatan drogs genom den tidigare tomten.
Trådgårdsgatan sträcker sig numera från Juneporten vid Västra Storgatan i norr till Gjuterigatan i söder. Fram till senare delen av 1980-talet var gatan ett kvarter längre. Gatan började då i Järnvägstorget och gick i en kort backe, senare också kallad Djurläkarliden, upp till Västra Storgatan. Den biten byggdes över med Djurläkartorget, numera Juneporten, och i samband med byggandet av det nya Jönköpings resecentrum början av 1980-talet tillkom en täckt gångbro mellan Djurläkartorget och resecentret. Gatusträckan norr om Västra Storgatan ersattes som förbindelse till Västra Storgatan av en förlängning av Järnvägsgatan i sydvästlig riktning över Villa Strands tidigare trädgård till Västra Storgatan nära Klostergatan.
Sträckan mellan Skolgatan och Nygatan var under ett antal år sommargågata och gjordes 2023 om till permanent gågata, i likhet med sträckningen mellan Västra Storgatan och Skolgatan. Sträckningen av Trädgårdsgatan mellan Nygatan och Brunnsgatan omvandlades till en gångfartsgata.

## Byggnader och anläggningar utmed Trädgårdsgatan
- Villa Strand
- Juneporten
- Lundströms plats
- Automobilpalatset
- Hayska ridhuset
- Sofiakyrkan
- Folkets hus
- Jönköpings läns centrallasarett

## Bildgalleri

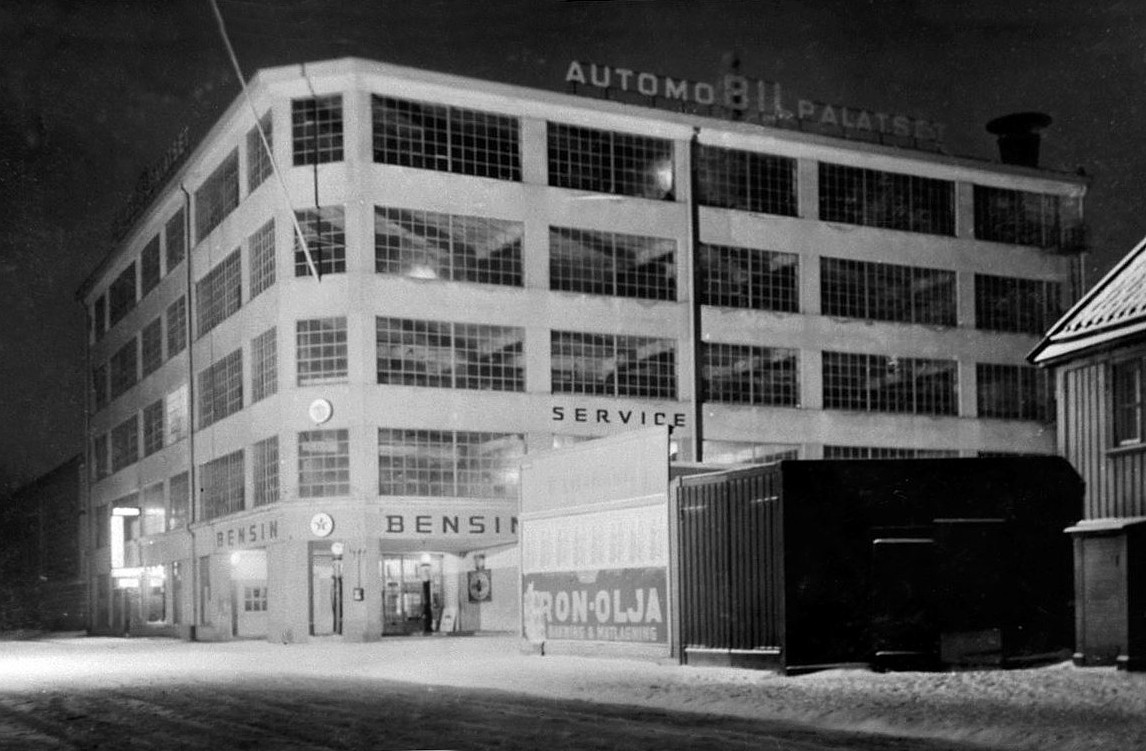
Automobilpalatset i hörnet Skolgatan/Trädgårdgatan, 1930-talet
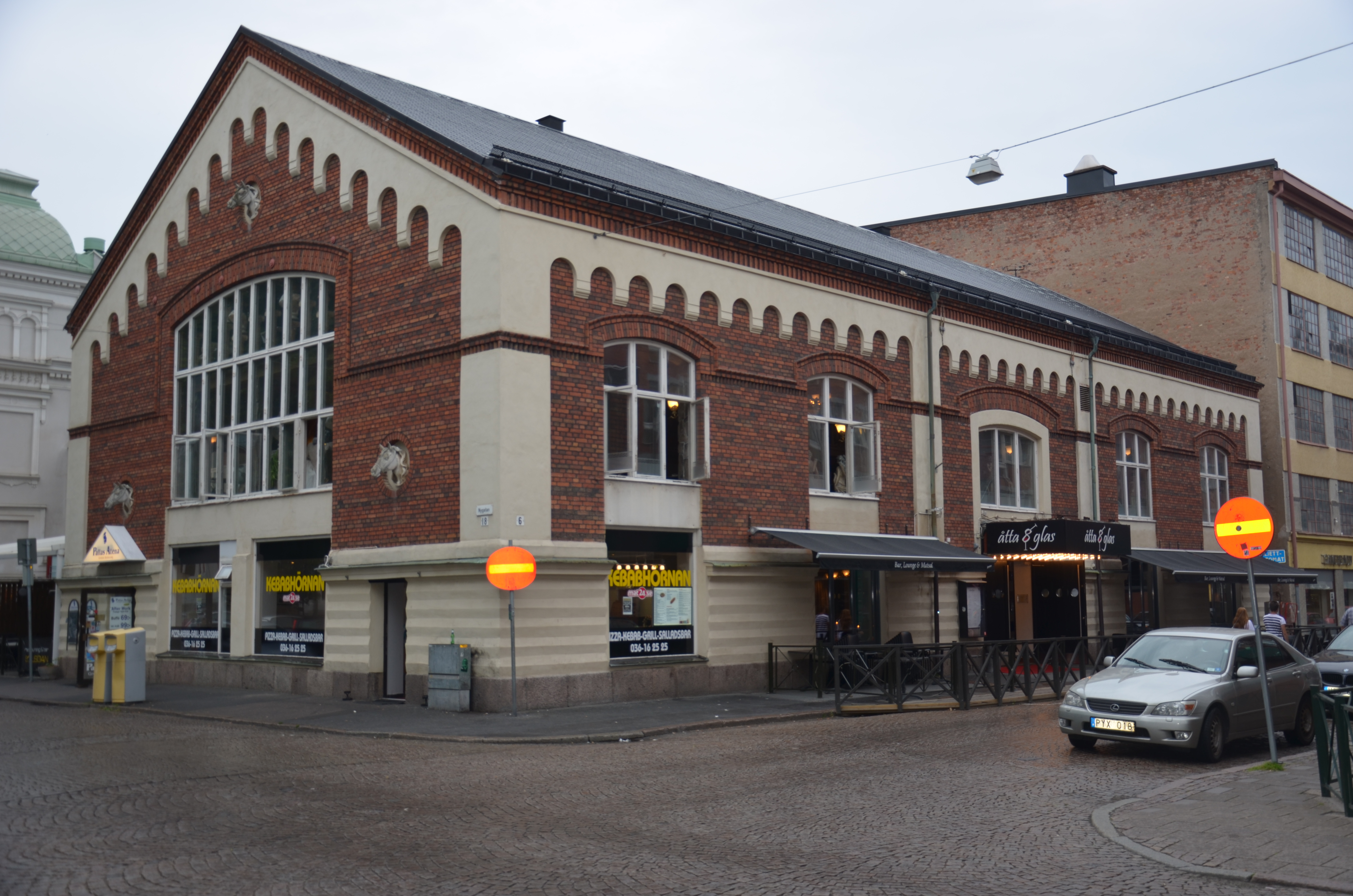
Hayska ridhuset, sett från Trädgårdsgatan
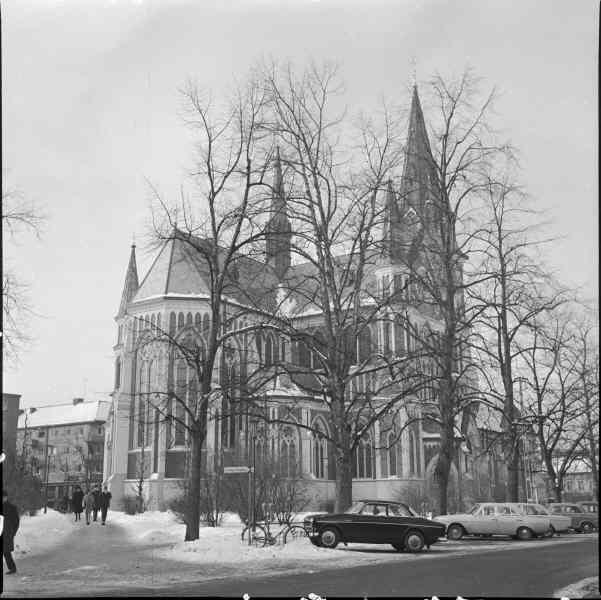
Sofiakyrkan, sedd från Trädgårdsgatan, 1969
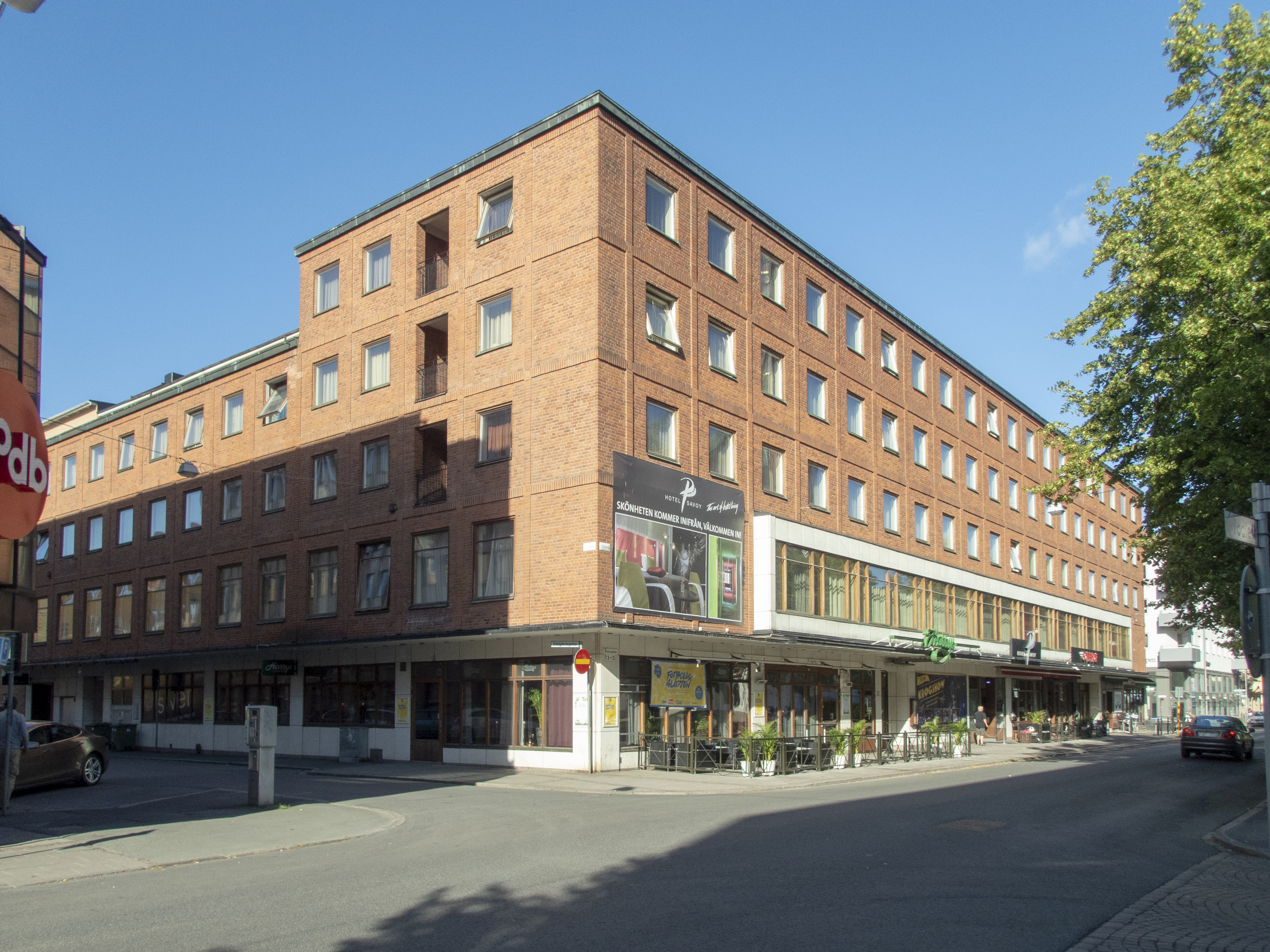
Folkets hus, sett från Trädgårdsgatan